# 木全忠澄
木全 忠澄（きまた ただすみ、天文3年（1534年） - 慶長15年10月18日（1610年12月3日））は、戦国時代から江戸時代初期にかけての武将。通称は又左衛門。木全征詮の子。子に滝川忠征。

## 出自
滝川忠征記念碑（愛知県稲沢市稲島町寺山・智元寺＜ちげんじ＞）によれば、本姓は紀氏。
先祖は壬申の乱以前に紀伊国から美濃国に移り、のちに家臣とともに尾張国中島郡の茜部郷を開拓してその祖となった。近郷に広大な土地を領有していたものの、保元の乱・平治の乱で多くを失い、さらに建久年間に守護の野上成経に奪われ、木全村（現・愛知県稲沢市木全、稲島）に隠棲して氏を木全と改めた。室町時代には室町幕府に仕えて荘長となり、木全善鎗や木全一角がいた。
宝暦年間に編纂された『張州府志』は、その祖を木全善鎗としている。忠征が建立した大林寺（名古屋市千種区）の滝川忠征墓誌も、木全氏の本姓を紀氏としている。

## 生涯
天文3年（1534年）、尾張国の武将・木全征詮の子として誕生。
『寛政重修諸家譜』や『尾張群書系図部集』などによれば、はじめ織田氏の家臣・浅井政貞に仕え、のちに滝川一益の家老となった。智謀に優れており、「木全の槍」といわれた槍の名人であったため、大いに武勲をたてた。
特に小山の合戦では、十数倍の敵を智謀で打ち破っている。江戸時代に編纂された『尾張志』は、『武話砕玉』を引用して以下のように記している。
信長の時代に美濃との国境で一揆がおきて、一揆勢千余人と郷士二、三百人が尾張の地に侵入してきた。それに対して忠澄は、100人ほどの部下を率いて松の茂った小山に隠れ、少しも動こうとはしなかった。これを見た人が「いかに木全殿、敵に遭いて山に篭られ候は何の意ぞ」「味方を救わずして只一分の用心か（臆病な）」と非難したところ、忠澄は落ち着いた表情で「我ら如きものは中辺に構え候（ちょっと構えているだけだ）」と応じた。そして「ここは一揆の者が勝っても負けても必ず通る道である。じっと隠れておれ」と力強く命じた。案の定、勝ち誇った敵は気を緩めて小山に近づいてきた。忠澄はこれを半分位やりすごさせてから、一気に鬨の声をあげさせた。するとその声は山に反響して大人数であるかのような錯覚を与え、一揆勢は不意をつかれて驚きあわてた。そこに忠澄が100人ばかりの人数を3手に分け、1手を松の間から逆落としに突進させた。（木全勢は少人数と判断して）敵がいったん逃げてから引き返してくると、今度は別の1手に鬨の声をあげて突進させ、さらに残る1手もあとに続かせた。不意をうたれた敵は戦意を奪われ、多くが討ち取られた。残った兵は後ろも見ないで敗走した。時の人は、木全が中辺に構えて功名をあげたと賞賛した。
幕末に編纂された『尾張名所図会』の木全又左衛門宅址解説部分にも小山の合戦が紹介されており、「木全、謀をめぐらし不意をうちて一揆を多く討ち取り、世の賞賛にあずかりしよし」とある。
その後、豊臣秀吉に仕えて小姓組にはいる。謀略担当の近侍として仕えた。近年確認された豊臣秀吉の朱印状から、遠江にあった豊臣秀吉の蔵入地の管理を任されていたことが分かっている。
慶長15年（1610年）、死去。

## 子孫
長男の忠征は、滝川一益に仕えて家名を与えられ、滝川氏となった。のちに徳川家康に仕え、家康の子で尾張藩初代藩主・徳川義直に仕えて家老職となり、6,000石を領して明治まで続いた。
次男以下に木全河内守、木全兵部、友田新右衛門がいる。尾張藩『藩士名寄』によれば、幕末時点で尾張藩の作事奉行と勘定奉行に木全姓の藩士がおり、明治以降この家系から陸軍少将・木全良雄や、銀行家・篠田角太郎らが出た。

## 関連書籍
- 『使ってみたい武士の作法』 杉山頴男（2008年　並木書房）
- 『前田慶次郎　青雲録』 山口敏太郎（2009年　ぶんか社）